# Championnat de Corée du Sud de baseball 2012
Navigation
2011 2013
La saison 2012 du Championnat de Corée du Sud de baseball de l'Organisation coréenne de baseball est la 31e édition de cette épreuve. La compétition débute le 7 avril avec en match d'ouverture une opposition entre le champion sortant, SK Wyverns, et Kia Tigers. Les trois autres affiches au programme de la journée d'ouverture sont Samsung Lions-LG Twins, Doosan Bears-Nexen Heroes et Lotte Giants-Hanwha Eagles.
Les Samsung Lions remportent le titre en s'imposant 4-2 face au SK Wyverns en série finale.

## Les équipes
| \| Séoul: Doosan Bears Nexen Heroes LG Twins Séoul Hanwha Eagles Kia Tigers Lotte Giants Samsung Lions SK Wyverns \| Localisation des clubs engagés dans le championnat. |
| Séoul: Doosan Bears Nexen Heroes LG Twins Séoul Hanwha Eagles Kia Tigers Lotte Giants Samsung Lions SK Wyverns                                                           |

| Equipe        | Ville   | Stade                    | Capacité |
| ------------- | ------- | ------------------------ | -------- |
| Doosan Bears  | Séoul   | Jamsil Baseball Stadium  | 30 500   |
| Hanwha Eagles | Daejeon | Daejeon Baseball Stadium | 13 042   |
| Nexen Heroes  | Séoul   | Mokdong Baseball Stadium | 16 165   |
| Kia Tigers    | Gwangju | Moodeung Stadium         | 15 200   |
| Lotte Giants  | Pusan   | Sajik Baseball Stadium   | 30 543   |
| LG Twins      | Séoul   | Jamsil Baseball Stadium  | 30 500   |
| Samsung Lions | Daegu   | Daegu Baseball Stadium   | 13 941   |
| SK Wyverns    | Incheon | Munhak Baseball Stadium  | 30 480   |

## Saison régulière
| Pl. | Équipe               | J   | V  | D  | N | %    |
| --- | -------------------- | --- | -- | -- | - | ---- |
| 1   | Samsung Lions        | 133 | 80 | 51 | 2 | .611 |
| 2   | SK Wyverns           | 133 | 71 | 59 | 5 | .546 |
| 3   | Doosan Bears         | 133 | 68 | 62 | 3 | .523 |
| 4   | Lotte Giants         | 133 | 65 | 62 | 6 | .512 |
| 5   | Kia Tigers           | 133 | 62 | 65 | 6 | .488 |
| 6   | Nexen HeroesLG Twins | 133 | 61 | 69 | 6 | .469 |
| 7   | LG Twins             | 133 | 57 | 72 | 4 | .442 |
| 8   | Hanwha Eagles        | 133 | 53 | 77 | 3 | .408 |

### Séries éliminatoires
Les Lotte Giants s'imposent 2-1 dans la série entre les 3 et 4e de saison régulière face aux Doosan Bears. Ils remportent ensuite la demi-finale face aux SK Wyverns 3-2 avant de s'incliner en finale face au leader de saison régulière, les Samsung Lions, 4-2 en Korean Series.